# NGC 7292
NGC 7292 is een onregelmatig sterrenstelsel in het sterrenbeeld Pegasus. Het hemelobject werd op 6 september 1872 ontdekt door de Franse astronoom Édouard Jean-Marie Stephan.

## Synoniemen
- UGC 12048
- IRAS 22261+3002
- MCG 5-53-3
- KARA 967
- ZWG 495.3
- KAZ 290
- PGC 68941